# Pommeranz
Pommeranz ist ein größeres Anwesen von Greiz im Landkreis Greiz in Thüringen und gehört zum Ortsteil Gommla.

## Lage
Pommeranz liegt an der Bundesstraße 92 und an der Bundesstraße 94. Sie tangieren Greiz-Gommla und das Einzelanwesen, das sich auf dem kupierten westlichen Hochplateau bei Greiz befindet.

## Geschichte
Im Jahr 1623/25 wurde Pommeranz erstmals urkundlich erwähnt.
Heute dient das Gebäude gewerblichen Zwecken.